# Вајндлеров дворац са економским двориштем
Вајндлеров дворац са економским двориштем, налази се у Сонти, на територији општине Апатин и представља непокретно културно добро као споменик културе. Летњиковац је крајем 19. века изградио велепоседник Вендл Мор, као породичну кућу за одмор. Након Првог светског рата и Аграрне реформе Вендл Мор одлучује да напусти Сонту, а летњиковац и поседе продаје Балинту Фернбаху, који је имао поседе у Апатину и био власник пустаре Дебељача.

## Архитектура
Летњиковац је приземна грађевина, смештен у пространом парку где се јасно препознаје идеја власника, не претенциозна и складна породична вила за одмор и становање. Парковско окружење и не посредни контакт са природом који се остварује преко централно постављених степеница којима се долази у пространу истурену терасу у портику, доприноси утиску. Логично постављени прозори, компактна, скоро квадратна основа и једноставно решено кровиште, указују да је архитектонска идеја летњиковца или пољске виле доведена до типског обрасца. 
Данас летњиковац користи администрација пољопривредног добра „Мали Борац” и налази се у веома добром стању, а парк се уредно одржава.